# Zach Staenberg
Zach S. Staenberg (* August 1951) ist ein US-amerikanischer Filmeditor.

## Leben
Zach Staenberg studierte an der University of Wisconsin Kommunikation und begann seine Karriere im Filmgeschäft 1978, als er als Produktionsassistent für Brian De Palma bei dessen Film Teufelskreis Alpha arbeitete. Seit 1983 ist er als Editor im Filmgeschäft tätig, sein Schaffen umfasst rund drei Dutzend Produktionen. Häufig arbeitete er mit den Wachowski-Schwestern zusammen. So war es der gemeinsame Science-Fiction-Film Matrix, für den Staenberg 2000 einen Oscar für den Besten Schnitt erhielt.

## Filmografie (Auswahl)
- 1984: Police Academy – Dümmer als die Polizei erlaubt (Police Academy)
- 1985: Rhapsodie in Blei (Rustlers’ Rhapsody)
- 1987: Stripped to Kill
- 1988: Todesgrüße aus dem Jenseits (Blackout)
- 1991: Conagher
- 1991: Ein Deal auf Leben und Tod (Eyes Of An Angel)
- 1993: Ohne Ausweg (Nowhere to Run)
- 1994: Cisco Kid – Auf der Jagd nach dem Goldjungen (The Cisco Kid)
- 1996: Bound – Gefesselt (Bound)
- 1996: Der Untergang der Cosa Nostra (Gotti)
- 1997: Im Sog der Gier (Weapons of Mass Distraction)
- 1998: Phoenix – Blutige Stadt (Phoenix)
- 1999: Matrix (The Matrix)
- 2000: The Crossing – Die entscheidende Schlacht (The Crossing)
- 2001: Startup (Antitrust)
- 2003: Matrix Reloaded (The Matrix Reloaded)
- 2003: Matrix Revolutions (The Matrix Revolutions)
- 2005: Lord of War – Händler des Todes (Lord of War)
- 2007: Der Mongole (Монгол)
- 2008: Speed Racer
- 2008: City of Ember – Flucht aus der Dunkelheit (City of Ember)
- 2010: Bunraku
- 2011: In Time – Deine Zeit läuft ab (In Time)
- 2013: Ender’s Game – Das große Spiel (Ender’s Game)
- 2014: Good Kill – Tod aus der Luft (Good Kill)
- 2017: Sand Castle
- 2017: Once Upon a Time in Venice
- 2018: Pacific Rim: Uprising
- 2020: Code Ava – Trained To Kill (Ava)
- 2021: American Night
- 2023: Silent Night – Stumme Rache (Silent Night)
- 2024: The Killer

## Auszeichnungen (Auswahl)
Oscar
- 2000: Auszeichnung für den Besten Schnitt mit Matrix

British Academy Film Award
- 2000: Nominierung für den Besten Schnitt mit Matrix